# Hymerhabdia intermedia
Hymerhabdia intermedia är en svampdjursart som beskrevs av Sarà och Siribelli 1960. Hymerhabdia intermedia ingår i släktet Hymerhabdia och familjen Bubaridae. Inga underarter finns listade i Catalogue of Life.